# Finala Ligii Campionilor 2014
Finala Ligii Campionilor 2014 a fost meciul final și decisiv al Ligii Campionilor 2013-2014, cel de-al 59-lea sezon al celei mai bune competiții fotbalistice interclub ca valoare din Europa, organizată de UEFA și al 22-lea de când a fost redenumită din Cupa Campionilor Europeni în Liga Campionilor UEFA. Meciul s-a jucat pe Estádio da Luz din Lisabona, Portugalia, pe 24 mai 2014, între echipele spaniole Real Madrid și Atlético Madrid, pentru prima oară în istorie echipele fiind din același oraș. Real Madrid a câștigat meciul cu 4-1 după prelungiri învingând astfel pe Atlético Madrid. Primul gol al meciului a fost marcat de Diego Godín de la Atlético Madrid, iar în minutul 93, Real Madrid a egalat prin lovitura de cap a lui Sergio Ramos, trimițând meciul în prelungiri. În prelungirile meciului, Real Madrid a mai marcat de trei ori prin: Gareth Bale, Marcelo și Cristiano Ronaldo.
Deoarece Real Madrid a câștigat trofeul va juca împotriva Sevilla, câștigătorii UEFA Europa League 2013–14 în Supercupa Europei 2014 și, de asemenea, vor intra în semifinalele Campionatului Mondial al Cluburilor FIFA 2014.

## Context
Aceasta a fost prima finală din istoria competiției care a fost disputată de două echipe din același oraș. Aceasta a fost, de asemenea, a doua finală unde se întâlnesc două echipe din Spania, după cea din 2000 dintre Real Madrid și Valencia, și cea de-a cincea care a avut loc între două echipe din aceeași țară, celelalte fiind 2003 (Italia), 2008 (Anglia) și 2013 (Germania).
Real Madrid ajunsese la cea de-a treisprezecea finală (record) după o victorie cu 5-0 la general împotriva campioanei en-titre Bayern München. Real Madrid a câștigat finalele din 1956, 1957, 1958, 1959, 1960, 1966, 1998, 2000 și 2002 și le-a pierdut pe cele din 1962, 1964 și 1981. Aceasta a fost cea de-a șaptesprezecea lor finală în toate competițiile de club UEFA, jucând de asemenea două finale de Cupa Cupelor UEFA (1971, 1983) și două finale de Cupa UEFA (1985, 1986). Ace asta a fost cea de-a patra finală de Liga Campionilor UEFA pentru Carlo Ancelotti, care a antrenat în trecut pe AC Milan câștigând în 2003 și 2007 și pierzând în 2005, egalând recordul deținut împreună de Alex Ferguson, Marcello Lippi și Miguel Muñoz. El a avut ca scop să se alăture lui Bob Paisley ca singurul manager care a caștigat trei titluri, și, de asemenea, el a devenit al cincilea manager care a caștigat titluri cu două cluburi diferite, după Ernst Happel, Ottmar Hitzfeld, Jose Mourinho și Jupp Heynckes.
Atlético Madrid a ajuns în prima finală după patruzeci de ani învingând campionii din 2012 Chelsea Londra cu 3-1 la general. Aceasta este cea mai mare așteptare pentru o finală, eclipsând așteptarea de 38 de ani a Inter Milano (1972-2010). Singura finală a lui Atlético Madrid din 1974 s-a terminat cu o înfrângere în fața celor de la Bayern München după rejucare. Atlético Madrid a jucat de asemenea trei finale de Cupa Cupelor UEFA (1962, 1963, 1986) și două finale de Europa League (2010, 2012), iar cel mai recent triumf a fost în 2012, conduși de antrenorul Diego Simeone. În cazul în care vor câștiga Liga Campionilor, se vor alătura lui Juventus, Ajax, Bayern München, Chelsea, cluburi care au câștigat cele trei principale competiții europene de club.

## Parcursul spre finală
Pentru mai multe detalii despre acest subiect, vedeți Liga Campionilor 2013-2014.
Notă: În toate rezultatele de mai jos, scorul finalistelor este afișat primul.
| Echipa       | MJ | V | E | Î | GM | GP | DG  | Pct |
| ------------ | -- | - | - | - | -- | -- | --- | --- |
| Real Madrid  | 6  | 5 | 1 | 0 | 20 | 5  | +15 | 16  |
| Galatasaray  | 6  | 2 | 1 | 3 | 8  | 14 | −6  | 7   |
| Juventus     | 6  | 1 | 3 | 2 | 9  | 9  | 0   | 6   |
| FC Copenhaga | 6  | 1 | 1 | 4 | 4  | 13 | −9  | 4   |

| Echipa                 | MJ | V | E | Î | GM | GP | DG  | Pct |
| ---------------------- | -- | - | - | - | -- | -- | --- | --- |
| Atlético Madrid        | 6  | 5 | 1 | 0 | 15 | 3  | +12 | 16  |
| Zenit Saint Petersburg | 6  | 1 | 3 | 2 | 5  | 9  | −4  | 6   |
| Porto                  | 6  | 1 | 2 | 3 | 4  | 7  | −3  | 5   |
| Austria Viena          | 6  | 1 | 2 | 3 | 5  | 10 | −5  | 5   |

## Meci

### Detalii
| Real Madrid | 4-1 (d.p.) | Atlético Madrid |
| ----------- | ---------- | --------------- |
|             | Report     |                 |

| Real Madrid | Atlético Madrid |

| P               | 1  | Iker Casillas (c)  |        |     |
| F               | 15 | Daniel Carvajal    |        |     |
| F               | 4  | Sergio Ramos       | 27'    |     |
| F               | 2  | Raphaël Varane     | 120+2' |     |
| F               | 5  | Fábio Coentrão     |        | 59' |
| M               | 19 | Luka Modrić        |        |     |
| M               | 6  | Sami Khedira       | 45+1'  | 59' |
| M               | 22 | Ángel di María     |        |     |
| A               | 11 | Gareth Bale        |        |     |
| A               | 9  | Karim Benzema      |        | 79' |
| A               | 7  | Cristiano Ronaldo  | 120'   |     |
| Rezerve:        |    |                    |        |     |
| P               | 25 | Diego López        |        |     |
| F               | 3  | Pepe               |        |     |
| F               | 12 | Marcelo            | 118'   | 59' |
| F               | 17 | Álvaro Arbeloa     |        |     |
| M               | 23 | Isco               |        | 59' |
| M               | 24 | Asier Illarramendi |        |     |
| A               | 21 | Álvaro Morata      |        | 79' |
| Antrenor:       |    |                    |        |     |
| Carlo Ancelotti |    |                    |        |     |

| P             | 13 | Thibaut Courtois   |      |     |
| F             | 20 | Juanfran           | 74'  |     |
| F             | 23 | Miranda            | 53'  |     |
| F             | 2  | Diego Godín        | 119' |     |
| F             | 3  | Filipe Luís        |      | 83' |
| M             | 8  | Raúl García        | 27'  | 66' |
| M             | 5  | Tiago              |      |     |
| M             | 14 | Gabi (c)           | 100' |     |
| M             | 6  | Koke               | 86'  |     |
| A             | 19 | Diego Costa        |      | 9'  |
| A             | 9  | David Villa        | 73'  |     |
| Rezerve:      |    |                    |      |     |
| P             | 1  | Daniel Aranzubia   |      |     |
| F             | 12 | Toby Alderweireld  |      | 83' |
| M             | 4  | Mario Suárez       |      |     |
| M             | 11 | Cristian Rodríguez |      |     |
| M             | 24 | José Ernesto Sosa  |      | 66' |
| M             | 26 | Diego              |      |     |
| A             | 7  | Adrián López       |      | 9'  |
| Antrenor:     |    |                    |      |     |
| Diego Simeone |    |                    |      |     |

| Omul meciului UEFA: Ángel di María (Real Madrid) Omul meciului fani: Sergio Ramos (Real Madrid) Arbitri asistenți: Sander van Roekel (Olanda) Erwin Zeinstra (Olanda) Al patrulea oficial: Cüneyt Çakır (Turcia) Arbitri asistenți adiționali: Pol van Boekel (Olanda) Richard Liesveld (Olanda) | Regulile meciului - 90 de minute. - 30 de minute de prelungiri dacă este necesar. - Lovituri de departajare dacă scorul rămâne egal. - 7 jucători de rezervă. - Maximum trei schimbări. |

### Statistici
|                   | Real Madrid | Atlético Madrid |
| ----------------- | ----------- | --------------- |
| Goluri marcate    | 0           | 1               |
| Total șuturi      | 3           | 4               |
| Șuturi pe poartă  | 2           | 2               |
| Apărate           | 0           | 2               |
| Posesia mingii    | 57%         | 43%             |
| Cornere           | 2           | 3               |
| Faulturi          | 8           | 10              |
| Ofsaiduri         | 0           | 2               |
| Cartonașe galbene | 2           | 1               |
| Cartonașe roșii   | 0           | 0               |

|                   | Real Madrid | Atlético Madrid |
| ----------------- | ----------- | --------------- |
| Goluri marcate    | 1           | 0               |
| Total șuturi      | 10          | 3               |
| Șuturi pe poartă  | 3           | 2               |
| Apărate           | 1           | 1               |
| Posesia mingii    | 61%         | 39%             |
| Cornere           | 5           | 5               |
| Faulturi          | 6           | 11              |
| Ofsaiduri         | 0           | 2               |
| Cartonașe galbene | 0           | 4               |
| Cartonașe roșii   | 0           | 0               |

|                   | Real Madrid | Atlético Madrid |
| ----------------- | ----------- | --------------- |
| Goluri marcate    | 3           | 0               |
| Total șuturi      | 8           | 3               |
| Șuturi pe poartă  | 7           | 2               |
| Apărate           | 2           | 3               |
| Posesia mingii    | 65%         | 35%             |
| Cornere           | 2           | 1               |
| Faulturi          | 5           | 6               |
| Ofsaiduri         | 0           | 0               |
| Cartonașe galbene | 3           | 2               |
| Cartonașe roșii   | 0           | 0               |

|                   | Real Madrid | Atlético Madrid |
| ----------------- | ----------- | --------------- |
| Goluri marcate    | 4           | 1               |
| Total șuturi      | 21          | 10              |
| Șuturi pe poartă  | 12          | 6               |
| Apărate           | 3           | 6               |
| Posesia mingii    | 60%         | 40%             |
| Cornere           | 9           | 9               |
| Faulturi          | 19          | 27              |
| Ofsaiduri         | 0           | 4               |
| Cartonașe galbene | 5           | 7               |
| Cartonașe roșii   | 0           | 0               |